# Oecumenius
Oecumenius (Oudgrieks: Οἰκουμένιος, Ἐπίσκοπος Τρίκκης), was een bisschop en schrijver van verschillende commentaren op het Nieuwe Testament. Volgens de overlevering was hij de bisschop van Trikka, en leefde hij in de 10e eeuw. Nader onderzoek heeft echter aangetoond dat hij in de late 6e en 7e eeuw gesitueerd moet worden. hij is vooral bekend geraakt door zijn commentaar op de apocalyps.

## Geschriften
Er bestaat veel onenigheid over de geschriften van Oecumenius. Aan hem werden allerlei commentaren op het Nieuwe Testament toegeschreven, zoals overgeleverd in manuscripten uit de elfde eeuw. Daartoe behoorden o.a. commentaren op de Brieven van 
Paulus. Men denkt dat ze moeten toegeschreven worden aan Theophylactus van Bulgarije of misschien zijn ze ouder en dienen ze toegeschreven te worden aan Andreas van Caesarea. Bij de laatste optie bestaat toch nog de mogelijkheid dat ze door Oecumenius geciteerd werden en later overgenomen door Theophylactus. Wel bestaat er zekerheid over de Commentaar op de apocalyps. Deze uitgebreide commentaar werd door Oecumenius geschreven.
- Bibliothèque nationale de France: cb13207457p (data)
- Catàleg d'autoritats de noms i títols de Catalunya: 981058513376106706
- International Standard Name Identifier: 0000 0001 1721 9568
- Library of Congress Control Number: nr93007947
- Nationale Bibliotheek van Israël: 987007266006905171
- Système universitaire de documentation: 073270040